# Rhyacophila mjohjangsanica
Rhyacophila mjohjangsanica là một loài Trichoptera trong họ Rhyacophilidae. Chúng phân bố ở miền Cổ bắc.